# 武齊
武齊（？—？），字廣□，江西撫州府樂安縣人，□籍，明朝政治人物。進士出身。

## 生平
江西鄉試第一百□名。景泰五年（1454年）甲戌科會試第□名，殿試登進士第三甲第一百四十一名。

## 家族
曾祖武伯順。祖父武□。父亲武□。